# Landkreis Northeim
Landkreis Northeim er en Landkreis i den sydlige del af den tyske delstat Niedersachsen med administrationen beliggende i byen 
Northeim.

## Geografi
Landkreisen ligger i bjergområdet  Weserbergland. Floden Weser løber ved sydvestgrænsen af området, og en anden flod Leine, løber gennem området fra syd mod nord. Den løber sammen med Rhume som løber gennem byen Northeim og floden Ilme  som løber gennem byen Einbeck.
Landkreisen grænser til (med uret fra nordvest) Landkreisene Holzminden, Hildesheim, Goslar, Osterode am Harz og Göttingen (alle i Niedersachsen) samt til  Landkreis Kassel (in Hessen) og til Kreis Höxter (i Nordrhein-Westfalen).

## Byer og kommuner
Landkreisen havde 132765  indbyggere pr.  2018-12-31

Kommuner
| 1. Bad Gandersheim, by (9823) 2. Bodenfelde, flække (3047) 3. Dassel, by (9604) 4. Einbeck, by (30826) 5. Hardegsen, by (7587) 6. Kalefeld (6270) 7. Katlenburg-Lindau (7005) 8. Moringen, by (6956) 9. Nörten-Hardenberg, flække (8304) 10. Northeim, administrationsby (29107) 11. Uslar, by (14236) |

Kommunefrit område
- Solling (177,49 km², ubeboet)